# Estación de Safranar
Safranar (conocida hasta diciembre de 2010 como Hospital) es una estación de las líneas 1, 2 y 7 de Metrovalencia. Se encuentra en el distrito de Patraix (barrio de Safranar), en la calle de Campos Crespo frente al número 48.

## Historia
Se inauguró el 8 de octubre de 1988, junto con el resto de estaciones subterráneas de las líneas 1 y 2, encontrándose anteriormente en superficie y formando parte de la línea del trenet hasta Villanueva de Castellón.
Del 30 de octubre de 2024 al 17 de febrero de 2025, a consecuencia de las graves inundaciones acontecidas en la provincia de Valencia, las líneas 1 y 2 no prestaron servicio en esta estación.

## Accesos
Dispone de un acceso en la intersección entre la calle de Campos Crespo y la calle de Juan de Garay.